# Skála smrti u Kunratic
Skála smrti u Kunratic je památník ve skalách mezi Kunraticemi u Cvikova a Lindavou, místní části města Cvikova v okrese Česká Lípa. Jde o pískovcovou skalní stěnu, v níž jsou vytesány reliéfy rytíře na koni a padající dívky. Dílo je zapsáno v celostátním registru kulturních památek pod číslem 11471/5-5785.

## Umístění
Skála se nachází u říčky Svitavky poblíž osady dříve zvaná Mlynářská díra – Müllerloch. Místo je vzdáleno zhruba 1,5 km jižně od Kunratic u Cvikova. V roce 1910 do 15 metrů vysoké skály vytesali místní občané Karl Beckert (nadučitel ve výslužbě) a Karl Bundesmann (četnický strážmistr ve výslužbě) reliéf, inspirovaný místní pověstí. Mimo této skály, přezdívané Rytířský skok, vytvořili zmínění autoři i další reliéfy u nedaleké, nyní již zaniklé studánky, a na Dutém kameni u Cvikova. Ke skále vede zelená turistická značka.

## Pověst o rytíři
Ve zdejších skalách či v blízké tvrzi žil rytíř Kun (či Kuno), hrubý, drsný člověk. Našel zalíbení v krásné dceři mlynáře, ta jej však odmítala. Jednou ji zastihl samotnou v lese, dala se před ním na útěk a skočila ze skály. Zachránila se na měkkém mechu i díky široké sukni, kdežto rytíř i se svým koněm skončil utopením v propasti (či bažině). 